# Parc éolien en baie de Saint-Brieuc
Le parc éolien en baie de Saint-Brieuc est une ferme éolienne offshore de soixante-deux éoliennes en mer, mise en service en avril 2023, dont la production annuelle attendue est de 1 820 gigawattheure (GWh), soit 9 % de la consommation électrique de la Bretagne et de quoi alimenter plus de 800 000 habitants en électricité. Le parc éolien, qui a nécessité un investissement de 2,4 milliards, a suscité une polémique en raison de l'impact paysager, écologique et peut-être halieutique du projet.

## Histoire

### Prémices
Les premiers projets d'implantation d'éoliennes off-shore en baie de Saint-Brieuc datent de la fin des années 2000 à la suite de la libéralisation du marché de l'énergie au 1er janvier 2007. En 2009, l'opérateur Poweo et le cabinet d'études lorientais Nass&Wind ont déposé des demandes d'autorisation d'occupation de l'espace marin. C'est en 2011 que le ministère de l'énergie et du développement durable lance un grand appel d'offres pour la construction et l'exploitation de cinq parcs éoliens off-shore en Bretagne (Saint-Brieuc), en Pays-de-la-Loire (Saint-Nazaire) et en Normandie (Courseulles-sur-Mer, Fécamp et Le Tréport). Seuls quatre d'entre eux ont été attribués (Courseulles-sur-Mer, Fécamp, Saint-Brieuc et Saint-Nazaire) qui ont fait l'objet en 2013 d'un débat public. Les anciens promoteurs éoliens se sont alliés avec les grands énergéticiens porteurs de projets (notamment EDF, GDF-SUEZ et Iberdrola) et continuent à participer aux projets.

### Avancement
- septembre 2012 : sondage géotechnique[4]
- mi-mars à mi-juillet 2013 : débat public[5]
- 2013-2017 : Étude des fonds marins, dépôt du dossier à l'administration pour recevoir les autorisations
- 2017 : Ailes Marines reçoit les autorisations
- 2019-2021 : Étude des fonds marins (carottage)
- 2021-2023 : Fabrication et installation des éléments constitutifs du parc
- juillet 2023, les premières éoliennes sont raccordées au réseau électrique français[6]
- mai 2024 : Mise en service officielle et exploitation complète du parc éolien en mer[7]

À la suite de la mise en service en mai 2024, les pêcheurs peuvent depuis le 1er juillet 2024 à nouveau pêcher dans ce secteur au fond marin riche en coquilles Saint-Jacques, avec de nouvelles règles de navigation précisées par un décret préfectoral. La pêche s'y pratique dans 4 périmètres distincts, réservés chacun à un grand type de pêche : chalut, casiers, filets, pêche à la ligne. La navigation au sein de la zone réglementée est autorisée, sauf dans un rayon de 50 mètres autour de chaque éolienne et de 200 mètres autour de la « sous-station électrique ». Seuls les navires de moins de 25 mètres sont autorisés, et ils ne doivent pas dépasser 12 nœuds de vitesse. La plongée sous-marine reste interdite. Sur site, le système de positionnement AIS est obligatoirement actif de nuit, et de jour quand la visibilité est de moins de 5Km ou par vent supérieur ou égal à force 4.
Le 19 septembre 2024, le parc est officiellement inauguré..

## Caractéristiques

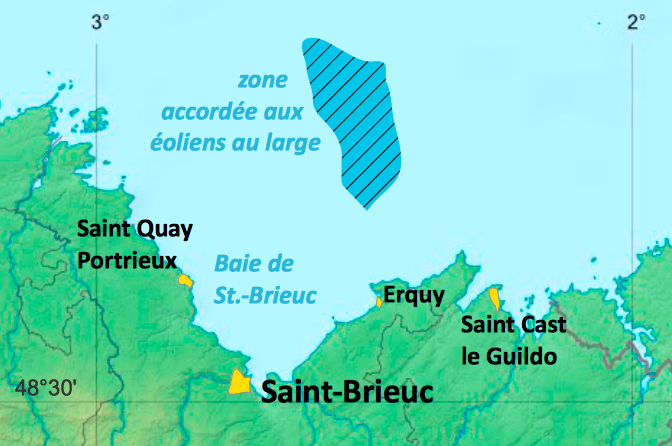
Localisation de la zone accordée au développement du parc.

Le parc éolien sera implanté à 16,3 km au large du cap d'Erquy sur une zone de 75 km2 déjà exploitée pour les produits de la mer.
La Bretagne produit actuellement près de 20 % de sa consommation électrique. La puissance du parc éolien en mer de la baie de Saint-Brieuc est de 496 MW. Il permet d'assurer 9% de la consommation électrique totale de la Bretagne. Le maître d'ouvrage (le consortium Ailes marines : Iberdrola, RES et la Caisse des Dépôts) prévoit que l'ensemble du parc produise 1 820 GWh par an, l'équivalent de la consommation annuelle d'électricité de 835 000 habitants.
Soixante-deux éoliennes de 8 MW seront fabriquées par Siemens Gamesa au Havre (les pales, les nacelles et les génératrices). Ce site comprend également une zone logistique dédiée à l’installation des projets éoliens en mer. Certains composants des fondations des éoliennes seront assemblés sur un site dédié de 11 hectares sur le polder du port de Brest. La hauteur des éoliennes au-dessus du niveau de la mer sera de 207 mètres (de la base au niveau de la mer jusqu'au bout des pales).
Le poste électrique en mer du parc éolien appartient à Ailes marines, il est chargé de renvoyer le courant à terre. La station de raccordement au réseau de transport national est à la charge de RTE, le gestionnaire public du réseau de transport d'électricité. RTE devra raccorder le parc éolien en baie de Saint-Brieuc au réseau de transport d’électricité par la création d’une liaison double sous-marine puis souterraine 225 000 volts jusqu’au réseau existant. Trois communes sont traversées : Erquy, Saint-Alban et Hénansal.

### Impacts économiques
Le projet global représente un investissement d’un montant de 2,4 milliards d’euros. Le prix de rachat de l'électricité produite sera de 155 euros le mégawatt heure, un tarif garanti pour 20 ans (en 2021, le prix moyen pour les nouveaux projets d'éoliennes en mer est de 51 euros le mégawatt heure).
Le projet entraînera la création d'emplois locaux dans la fabrication et la maintenance du parc. L'exploitation générera des taxes Enr (Énergies renouvelables) de plus de 9 millions par an pendant 20 ans réparties entre office français de la biodiversité, les comités des pêches, la SNSM, les communes littorales en covisibilité (Erquy, Fréhel, Pléneuf, Plévenon, Plurien),. 1 700 emplois ont été mobilisés, dont 500 en Bretagne. L'exploitation du parc éolien nécessitera la création de 140 emplois pour sa maintenance et son entretien. Le port de maintenance pour l'entretien des éoliennes est prévu à Saint-Quay-Portrieux,.
Le démantèlement de la centrale et la remise en état du site (estimé à 250 millions d'euros en 2011) dans 40 ans seraient à la charge de l'État en cas de défaillance dans le financement ou la réalisation d'Ailes marines et de sa garantie bancaire Iberdrola pour éviter « un cimetière d'éoliennes au large ». Des maires concernés demandent une garantie financière sécurisée par une consignation progressive des sommes nécessaires,.

## Controverses et recours en justice
La baie de Saint-Brieuc est depuis longtemps exploitée par les pêcheurs, notamment pour la pêche de coquilles Saint-Jacques (pêchées d'octobre à avril, et qui représentaient vers 1995 environ 50% du chiffre d'affaires des pêcheurs de la baie, selon Ifremer). Les associations environnementales et les pêcheurs de la baie s'inquiètent cependant de la perte de diversité halieutique qui résulterait du bruit des éoliennes et des vibrations produites, de la pollution à l'aluminium (environ 64 tonnes par an seraient rejetés dans la mer), de la destruction des fonds marins entraînée par les travaux, de la menace que le projet porte sur les activités de pêche.
Le 14 juin 2021 à 6 h 30, le bateau plateforme Aeolus, dédié à l'installation des éoliennes, a déclaré une fuite de 100 litres d'huile. Une nappe de près de 16 km de long est confirmée par satellite, puis par avion. Selon les autorités, il s'agit d'une pollution d'« ampleur significative »,.
Annoncé le 27 août 2021, le comité des pêches des Côtes-d’Armor a déposé plainte contre le projet de construction du parc éolien en baie de Saint-Brieuc pour pollution et atteintes à l’environnement. Ils accusent le projet, de « détruire, altérer et dégrader la biodiversité ».
Le choix de la société Ailes Marines pour la construction du parc éolien avait été jugé «irrégulier» par le Conseil d’Etat. En septembre 2021, le comité des pêches des Côtes-d’Armor saisit le parquet national financier (PNF) pour « recel de favoritisme» et réclame «des investigations pénales». La société concurrente Eolien maritime France avait été désignée par la Commission de régulation de l’énergie (CRE). Le PNF ouvre une enquête sur l’attribution du marché.
Le 24 septembre 2021, les avocats du comité des pêches ont annoncé avoir déposé deux recours devant le tribunal administratif de Rennes pour faire suspendre puis annuler un arrêté autorisant les travaux du parc éolien.
En septembre 2021, Sea Shepherd publie un communiqué exposant le manque d'étude relative à l'impact environnemental du projet, et les potentielles conséquences sur les écosystèmes marins, en particulier sur certaines espèces d'oiseaux marins menacées ou en danger critique d’extinction, pour lesquelles des dérogations de destruction ont été accordées. L'association réalise également des actions en mer.
Le 7 janvier 2022, l'association Gardez les Caps et l'ONG Sea Shepherd déposent plainte devant le Conseil d'État pour contester les 59 dérogations de destruction d'espèces et d'habitats protégés accordés pour la réalisation du projet. En février 2022, les deux associations portent l'affaire devant la Commission européenne,.